# وزارة محمد فاضل الجمالي الثانية
وزارة محمد فاضل الجمالي الثانية هي الحكومة العراقية التاسعة والأربعون، خلفت هذه الوزارة وزارة محمد فاضل الجمالي الأولى.
تشكلت الوزارة في 8 آذار 1954 واستمرت إلى 19 نيسان 1954 وتشكلت بعدها وزارة أرشد العمري الثانية.

## التشكيلة الوزارية
تكونت الوزارة من الوزراء أدناه:
- رئيس الوزراء: محمد فاضل الجمالي
- نائب رئيس الوزراء: أحمد مختار بابان
- وزير العدلية: محمد علي محمود، وكذلك نائب رئيس الوزراء[2]
- وزير الدفاع: حسين مكي خماس
- وزير الداخلية: سعيد قزاز
- وزير الخارجية: موسى الشابندر، عين وزيرا للخارجية لكنه كان خارج العراق عند تشكيل الوزارة وبقي خارج العراق حتى استقالة الوزارة، وقد شغل الدكتور محمد فاضل الجمالي المنصب بالوكالة طيلة الفترة.[2]
- وزير المالية: علي ممتاز الدفتري
- وزير الاقتصاد: علي حيدر سليمان
- وزير الشؤون الاجتماعية: أركان عبادي
- وزير الزراعة: عبد الغني الدلي، وكذلك وزير المواصلات بالوكالة
- وزير المواصلات: عبد المجيد عباس الحيدري، شغل منصب وزير الزراعة بالوكالة في 12 آذار 1954
- وزير الصحة: عبد المجيد القصاب
- وزير المعارف: جميل الأورفلي
- وزير الإعمار: عبد الكريم الأزري، أقيل في 6 نيسان 1954، فشغل المنصب علي حيدر سليمان
- وزراء بلا وزارة:
  - رفائيل بطي